# Saham al-Dżaulan
Saham al-Dżaulan (arab. سحم الجولان) – miejscowość w Syrii, w muhafazie Dara. W 2004 roku liczyła 6572 mieszkańców.